# Meir Rosenne

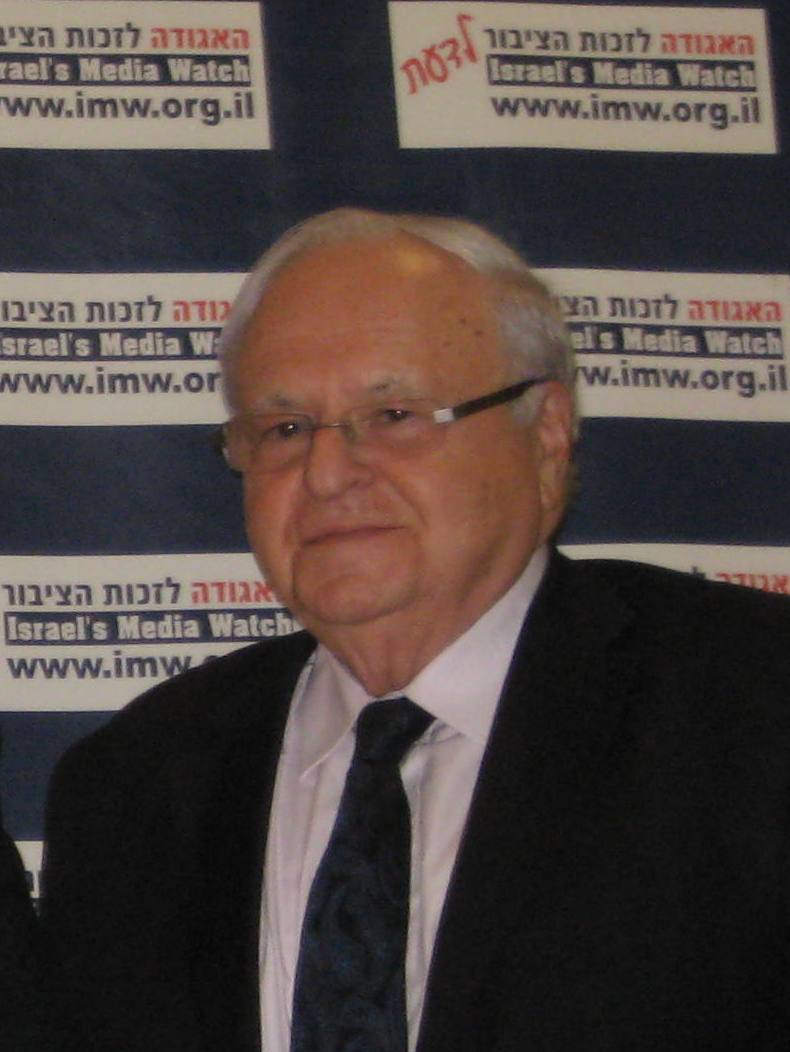
Meir Rosenne

Meir Rosenne (hebräisch מאיר רוזן; * 19. Februar 1931 in Iași, Rumänien; † 14. April 2015) war ein israelischer Diplomat und Jurist für internationales Recht.

## Leben
Rosenne wanderte 1944 in das britische Mandatsgebiet Palästina ein. Er studierte an der Sorbonne internationales Recht und erhielt 1953 seinen Bachelor (licence). Es folgte sein Master of Laws sowie 1957 sein Ph.D. Rosenne war Senior Lecturer für internationales Recht an der Hebräischen Universität Jerusalem, der Universität Tel Aviv und der Universität Haifa. Ab 1969 war er Mitglied der israelischen Anwaltskammer.
1953 begann Rosenne für das israelische Außenministerium tätig zu werden. Von 1961 bis 1967 war er Konsul in New York City. 1969 wurde er zum Koordinator und juristischen Berater der Israel Atomic Energy Commission ernannt. 1971 wurde er juristischer Berater des israelischen Außenministeriums im Range eines Botschafters. Als juristischer Berater vertrat Rosenne Israel bei diversen internationalen Organisationen, unter anderem bei der Internationalen Atomenergieorganisation. Des Weiteren war er Mitglied der israelischen Delegation in der Vollversammlung der Vereinten Nationen. Außerdem diente er als juristischer Berater bei verschiedenen israelisch-amerikanischen und israelisch-syrischen Verhandlungen. Rosenne gehörte zu den führenden Köpfen hinter den Camp-David-Friedensvereinbarungen zwischen Ägypten und Israel.
1979 wurde Rosenne zum israelischen Botschafter in Frankreich ernannt und bekleidete diesen Posten bis 1983, als er Botschafter in den Vereinigten Staaten wurde, was er bis zu seinem Ruhestand 1987 blieb.
Nach seinem Rückzug aus dem diplomatischen Dienst war er von 1989 bis 1994 Präsident und CEO der Worldwide Israel Bonds Organization. Zuletzt war er Seniorpartner in der Anwaltskanzlei Balter, Guth, Aloni & Co.
Am 15. Mai 2000 erhielt er den Commandeur de la Légion d’Honneur der französischen Ehrenlegion.